# Johann Hinrich Wichern (Schiff, 1962)
Die Johann Hinrich Wichern ist ein Motorschiff, das seit Mai 1962 in den Häfen von Mannheim und Ludwigshafen am Rhein von der evangelischen Schifferseelsorge eingesetzt wird, um Binnenschiffer zu betreuen. 

## Geschichte
Eine evangelische Schifferseelsorge gibt es seit 1913. Sie wurde aber in der Zeit des Nationalsozialismus unterbrochen und erst 1951 wieder aufgenommen. Bis zu den 1950er Jahren lagen die Binnenschiffer am Wochenende im Mannheimer Hafen und konnten die Kirche besuchen. Danach wurden die Lösch- und Ladezeiten so kurz, dass die Schiffer kaum noch an Land kommen. Aus diesem Grund wurde und wird die Johann Hinrich Wichern, benannt nach Johann Hinrich Wichern, dem Begründer der Inneren Mission der Evangelischen Kirche, der auch als Initiator der Schifferseelsorge gilt, zum Besuchen der Schiffe sowie für Taufen und Trauungen der Schifferfamilien eingesetzt. Gebaut wurde das maximal 11 Knoten schnelle, 12 Tonnen schwere und 12 Meter lange Boot bis Mai 1962 auf der Schiffswerft Ebert in Neckarsteinach. Im Jahr des 50-jährigen Jubiläums 2012 wies es im Logbuch 43.122 Betriebsstunden auf.
Das Schiff gehört zur Hafenkirche Mannheim im Mannheimer Stadtteil Jungbusch, die zur City-Gemeinde Hafen-Konkordien gehört. Der Mannheimer Hafen insgesamt ist der zweitgrößte deutsche Binnenhafen. Das Schiff ist mindestens zweimal pro Woche unterwegs und wird von 15 ehrenamtlichen Bootsführern betreut.
Das Vorgänger-Boot, die Wichern I, havarierte 1958 im Ludwigshafener Hafen mit einem Stahlseil, kenterte und sank binnen weniger Sekunden. Menschen kamen bei dem Untergang nicht zu Schaden.